# Elymianie

Prawdopodobne rozmieszczenie starożytnych ludów na Sycylii przed kolonizacją grecką i fenicką oraz niektóre spośród prehelleńskich stanowisk archeologicznych

Elymianie lub Elymowie (grec. Elymoi, łac. Elymi) – lud zamieszkujący zachodnią część Sycylii od epoki żelaza, posługujący się indoeuropejskim językiem elymijskim. W epoce historycznej zamieszkiwali miasta-państwa położone na zachód od rzeki Belice, z których najważniejszymi były Segesta, centrum administracyjne, oraz Eryx z kompleksem świątynnym na Monte Erice. Inne ważne ośrodki miejskie Elymów to Entella, Elima, Halyciae, Iaitas i Nakone.
Pochodzenie Elymów jest niepewne. Większość autorów starożytnych wywodzi Elymów od uciekinierów z Troi, współcześnie istnieje kilka sprzecznych teorii co do ich pochodzenia. Wśród naukowców nie ma też zgody co do rodziny językowej, do jakiej mógł należeć elymijski.
Pierwotnie zapewne byli blisko spokrewnieni kulturowo z mieszkającymi na wschód od nich Sykanami. W okresie wielkiej kolonizacji na terenach zajmowanych przez kulturę Elymów powstało wiele kolonii greckich, fenickich i punickich, z którymi pokojowo koegzystowali między VIII a V wiekiem p.n.e. Ostatecznie w IV wieku p.n.e. język i kultura Elymów uległy hellenizacji.

## Pochodzenie
Etnogeneza Elymów nie jest pewna. Badania archeologiczne sugerują, że pierwotnie pod względem kultury materialnej Elymowie nie różnili się niemal w niczym od swych sąsiadów ze wschodu, Sykanów, z którymi prawdopodobnie stanowili jeden ethnos.

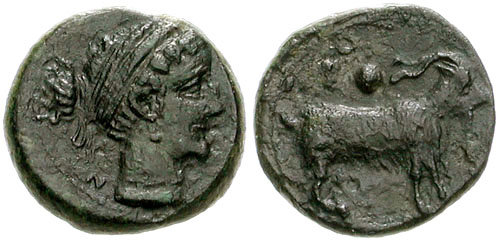
Brązowa moneta (uncia) z Nakony, V wiek p.n.e.

Tradycyjnie wśród naukowców popularne były dwie główne szkoły. Zgodnie z pierwszą z nich, Elymowie pochodzić mieli spoza Sycylii: w zależności od wersji z Bliskiego Wschodu, z Iberii bądź z Półwyspu Apenińskiego. Druga ze szkół zakłada pochodzenie wewnętrzne. Zgodnie z nią Elymowie mieli być potomkami tej samej grupy, która zasiedliła Sycylię pod koniec epoki brązu.
Od lat 90. XX wieku pod wpływem badań tzw. obszaru elymijskiego popularność zyskuje pogląd, zgodnie z którym oba te czynniki miały wpływ na uformowanie się narodu Elymów: mieli się oni wyodrębnić z lokalnych narodów pod wpływem czynników zewnętrznych, głównie punickich i greckich. Dowodem na tę tezę jest m.in. fakt, że – w przeciwieństwie do swych sąsiadów – Elymianie przekształcili strukturę społeczno-polityczną swojego obszaru na kształt greckich poleis.
Podejście to wydaje się współgrać z opisem Elymów u Tukidydesa, który tłumaczy ich odrębność rzekomym pochodzeniem od uciekinierów z Troi, którzy wraz z greckimi Focjanami mieli osiedlić się na ziemiach Sykanów i stworzyć specyficzną mieszankę kultur i języków. Podobną proweniencję podaje wielu innych autorów starożytnych, m.in. Pseudo-Skylaks, Lykofron, Dionizjusz z Halikarnasu, Wergiliusz, Strabon, Plutarch i Pauzaniasz. Z kolei Hellanikos z Lesbos uważał, że Elymowie i Sykanowie wspólnie przywędrowali z kontynentalnej Italii.

## Język

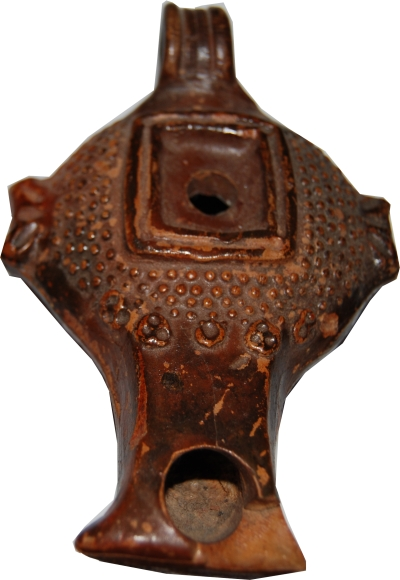
Archaiczna lampka wotywna znaleziona w okolicach starożytnego Elix.

Od VII wieku p.n.e. Elymowie posługiwali się własną odmianą alfabetu greckiego. Choć do naszych czasów zachowało się relatywnie dużo inskrypcji w języku elymijskim, większość z nich to nieledwie krótkie legendy na monetach, podpisy właścicieli przedmiotów codziennego użytku i podobne. Na ich podstawie badacze tematu wywnioskowali, że elymijski należał z całą pewnością do rodziny języków indoeuropejskich. Jednak przyporządkowanie go do konkretnej grupy lub rodziny języków jest sprawą kontrowersyjną. Od końca XIX wieku różni naukowcy sugerowali m.in. związki z językami anatolijskimi, z trackim lub frygijskim, z językami starożytnych Bałkanów, z hetyckim lub etruskim, z greką lub też klasyfikowali elymijski jako jeden z języków italskich.

## Koegzystencja z Fenicjanami i Grekami
Wydaje się, że podobnie jak Fenicjanie, Elymowie nie mieli ściśle terytorialnego podejścia do własnej odrębności, przez inne ludy regionu Morza Śródziemnego nie byli też traktowani jak barbarzyńcy, dzięki czemu nie zostali podbici przez Greków ani Fenicjan kolonizujących Sycylię. Inaczej niż pozostałe ludy zamieszkujące wyspę, pokojowo koegzystowali z koloniami greckimi, fenickimi i punickimi przynajmniej do V wieku p.n.e., a czasem nawet wchodzili na równych prawach w sojusze z greckimi poleis. Oparli się też hellenizacji. W czasach swej świetności, miasta Elymian utrzymywały też bliskie kontakty handlowe z Fenicją i Kartaginą, a polityczne m.in. z greckim Selinuntem.
W późniejszym okresie swej historii Elymowie ulegli wpływom kulturowym Kartagińczyków i Greków z Wielkiej Grecji, jednak oni sami także wpływali na kulturę przybyszów: znaleziska archeologiczne potwierdzają, że świątynię w Eryx odwiedzali Elymowie, ale też Fenicjanie, Rzymianie i Grecy, a każdy z tych narodów czcił lokalną boginię pod własną nazwą.
Początkowo Elymowie byli sojusznikami Greków, jednak w V wieku p.n.e. zmienili sojusze i ulegli ekspansji politycznej i militarnej Kartagińczyków pod wodzą Malki. W kolejnym stuleciu wpływy punickie jeszcze bardziej się nasiliły, a do jego końca brak jest wzmianek o dalszym istnieniu języka elymijskiego, który najprawdopodobniej wymarł, podobnie jak języki innych rdzennych mieszkańców Sycylii. W czasie podboju Sycylii przez Rzymian cała wyspa była już gruntownie zhellenizowana.